# Jan Biggel

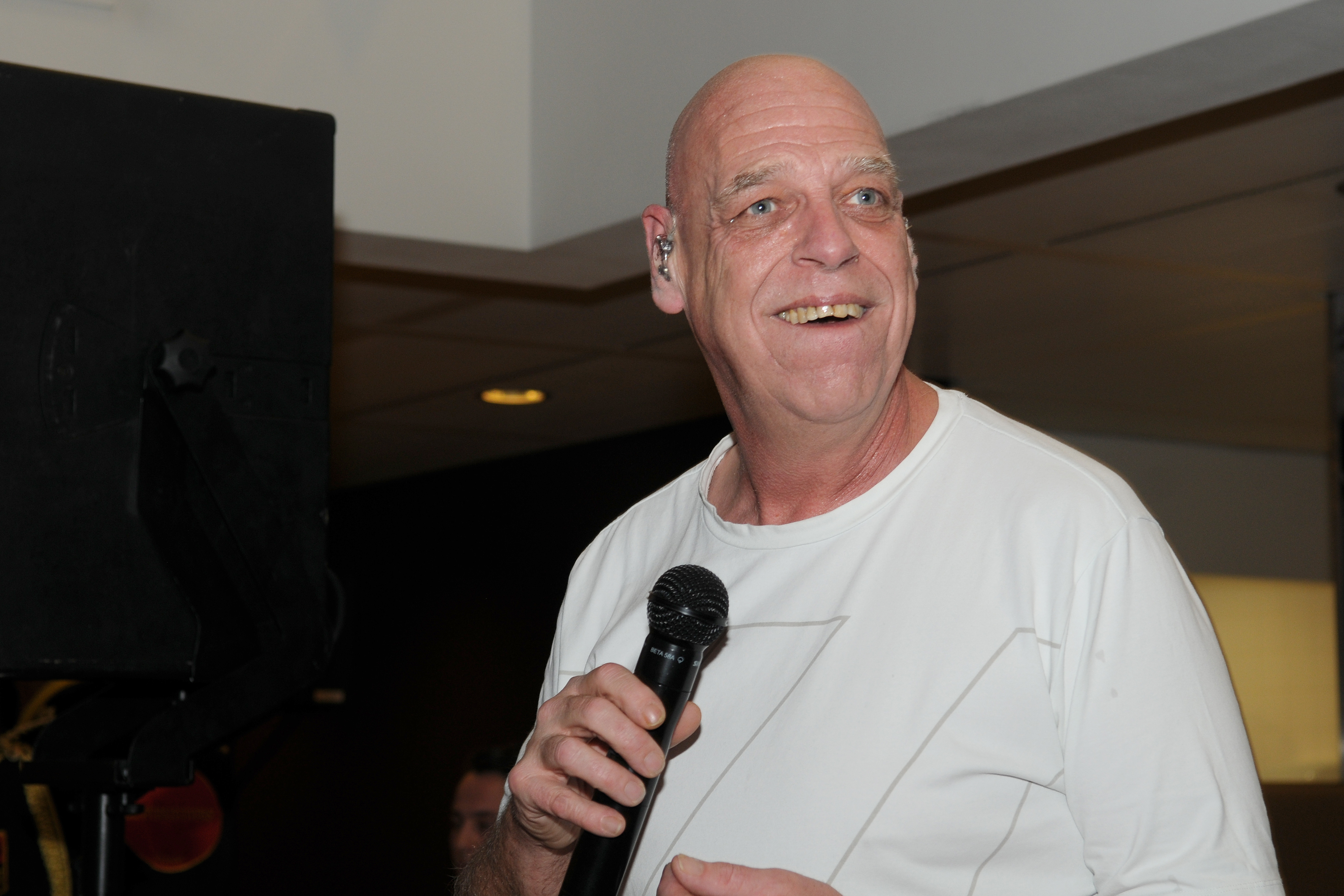
Jan Biggel tijdens een optreden in Lieshout (2023)

Jan Biggel, artiestennaam van Johannes Adrianus Wilhelmus (Jan) van den Biggelaar (Boxtel, 25 december 1964), is een Nederlands zanger. Hij kreeg in 2021 nationale bekendheid door zijn nummer Ons moeder zeej nog. Met dit nummer behaalde Biggel in 2022 een Gouden Plaat. Begin januari 2023 volgde er een Platina Plaat voor het nummer.

## Carrière
Biggel werkte als stukadoor in de bouw, waar hij tijdens de coronapandemie zelf liedjes begon te schrijven. Zo bracht hij in september 2020 Fleske d'r in fleske deruit uit. Tijdens een klus in muziekstudio Goldfinger van Waylon van der Heijden werd zijn tweede nummer genaamd Ons moeder zeej nog geproduceerd. De tekst hiervoor had Biggel zelf al geschreven. Naast het schrijven van eigen nummers, levert Biggel ook een bijdrage aan andermans nummers. Zo is hij samen met Van der Heijden auteur van het in januari 2023 uitgebrachte carnavalsnummer Ik wil met jou naar bed van Jeroen van Zelst.
Op 25 maart 2021 zat Biggel met collega en vriend Arno Sloot in de auto toen op RadioNL door meerdere luisteraars het verzoek werd gedaan om Ons moeder zeej nog te draaien. Dit leidde uiteindelijk tot de grote bekendheid van zijn nummer, waarmee hij tijdens carnaval 2022 successen boekte.
Vanaf mei 2021 kregen Biggel en Sloot een eigen programma via Radio JND, genaamd JND Bed Boys: Arno & Jan. In zes afleveringen gingen zij iedere week bij luisteraars langs om te helpen met klussen. De afleveringen zijn te bekijken op YouTube. In januari 2022 overleed collega en vriend Sloot op 48-jarige leeftijd onverwachts in zijn slaap. Een groot verlies voor Biggel, aangezien zij elkaar bijna dagelijks zagen.
Eind mei 2022 werd de Brabantse Top 100 van Omroep Brabant gepubliceerd. Biggel eindigde als grote verrassing met zijn nummer Ons moeder zeej nog op de tweede plek, achter Guus Meeuwis met Brabant. In september 2022 werd de Top 900 van diezelfde omroep bekendgemaakt. Daar eindigde Biggel met Ons moeder zeej nog op de derde plek. Hiermee was hij de hoogste nieuwe binnenkomer in de lijst en eindigde hij boven artiesten als ABBA en Queen. Meeuwis eindigde wederom als eerste, met daarachter Danny Vera met Roller coaster.
Enkele weken voor aanvang van het WK voetbal 2022 bracht Biggel samen met Dané een nummer genaamd Allemaal voor Nederland uit. Hij nam de videoclip op in zijn woonplaats Liempde. In november 2022 was Biggel gastartiest tijdens de concerten van De Toppers in de Johan Cruijff ArenA.
In aanloop naar carnaval 2023 bracht Biggel eind januari 2023 Als bij ons d'n haon weer kraait uit. Het nummer eindigde op de derde plaats in de publieksverkiezing Kies je Kraker vanuit Omroep Brabant. TV Oranje en RadioNL riepen het nummer via een soortgelijke verkiezing uit als Carnavalskneiter van 2023. In diezelfde periode werd bekend dat Biggel als een van de weinige carnavalsartiesten zijn tarief voor een optreden niet verhoogde ten opzichte van vorig jaar. In augustus 2023 blikte hij terug op zijn doorbraak tijdens carnaval 2021. Daarbij gaf Biggel aan dat hij het bijzonder vond om daarna door heel Nederland optredens te mogen gaan verzorgen, dit aangezien hij over zichzelf zegt helemaal niet goed te kunnen zingen. Ook tijdens carnaval 2024 boekte Biggel successen. Zijn nummer Lege pullen werd door NPO Radio Sterren NL uitgeroepen als Carnavalsknaller van 2024. Net zoals in 2023 won Biggel de soortgelijke verkiezing als Carnavalskneiter bij TV Oranje en RadioNL.
Voor carnaval 2025 bracht Biggel op 15 januari 2025 het nummer M'n oma die heeft 'n stoma uit. Hiermee probeerde Biggel een stoma en andere medische problemen meer bespreekbaar te maken. Het nummer ontving echter ook veel negatieve reacties, zeker gezien de redenen van het moeten gebruiken van een stoma vaak ingrijpende gebeurtenissen zijn geweest. Twee weken later volgde op 31 januari 2025 zijn eerste album. Het album bevatte naast Het feestlied (lalala) en Ratje Hans voor de rest zijn eerder uitgebrachte nummers.

## Discografie
| Lied                                                                                | Verschijnen      | Album            | Hitlijsten  | Hitlijsten  | Hitlijsten   | Hitlijsten   | Opmerkingen          |
| Lied                                                                                | Verschijnen      | Album            | NL (Top 40) | NL (Top 40) | NL (Top 100) | NL (Top 100) | Opmerkingen          |
| Lied                                                                                | Verschijnen      | Album            | Piek        | Weken       | Piek         | Weken        | Opmerkingen          |
| ----------------------------------------------------------------------------------- | ---------------- | ---------------- | ----------- | ----------- | ------------ | ------------ | -------------------- |
| Fleske d’r in fleske deruit                                                         | 3 september 2020 | —                | —           | —           | —            | —            |                      |
| Ons moeder zeej nog                                                                 | 20 oktober 2020  | —                | tip12       | 5           | 15           | 26           | Platina in Nederland |
| Ik wil alleen likes (met Arno Sloot)                                                | 11 februari 2021 | —                | —           | —           | —            | —            |                      |
| We gaan op stap (met Arno Sloot)                                                    | 20 oktober 2021  | —                | —           | —           | —            | —            |                      |
| Ons moeder zeej nog (Special Krew Total Loss Remix) (met Special Krew & Total Loss) | 14 januari 2022  | —                | —           | —           | —            | —            |                      |
| Superman (met De Alpenzusjes)                                                       | 28 januari 2022  | —                | —           | —           | —            | —            |                      |
| Ha'k jou maar nooit gekend                                                          | 11 maart 2022    | —                | —           | —           | —            | —            |                      |
| Stuiteruh (met Special Krew)                                                        | 10 juni 2022     | —                | —           | —           | —            | —            |                      |
| Het was een mooie dag                                                               | 12 augustus 2022 | —                | —           | —           | —            | —            |                      |
| Allemaal voor Nederland (met Dané)                                                  | 28 oktober 2022  | —                | —           | —           | —            | —            |                      |
| Als bij ons d'n haon weer kraait                                                    | 20 januari 2023  | —                | —           | —           | —            | —            |                      |
| Lilluke Linda                                                                       | 7 april 2023     | —                | —           | —           | —            | —            |                      |
| Ik war op blauw gestart                                                             | 13 oktober 2023  | —                | —           | —           | —            | —            |                      |
| Lege pullen                                                                         | 10 januari 2024  | —                | —           | —           | —            | —            |                      |
| Mama                                                                                | 12 mei 2024      | —                | —           | —           | —            | —            |                      |
| Allemaal naar Rhodos                                                                | 17 mei 2024      | —                | —           | —           | —            | —            |                      |
| Ik woar loat                                                                        | 30 augustus 2024 | —                | —           | —           | —            | —            |                      |
| M'n oma die heeft 'n stoma                                                          | 15 januari 2025  | —                | —           | —           | —            | —            |                      |
| Het feestlied (lalala)                                                              | 31 januari 2025  | Alleen voor fans | —           | —           | —            | —            |                      |
| Ratje Hans                                                                          | 31 januari 2025  | Alleen voor fans | —           | —           | —            | —            |                      |
| M'n Oma Heeft 'n Stoma (NOIZ3CRUSHR Uptempo Remix)                                  | 18 februari 2025 | —                | —           | —           | —            | —            |                      |

Discografie bijgewerkt op 10 juni 2025 (* = momenteel in de hitlijsten aanwezig).

## Trivia
- In 2024 was Biggel te gast bij de podcast Hee Gaode Mee van Omroep Brabant.[29]
- In 2024 deed Biggel mee aan het televisieprogramma De Alleskunner VIPS.[30]
- In 2025 was Biggel gastartiest in het televisieprogramma Het Holland Huis.